# Simon Tarakkamäki
Simon Sten Johan Tarakkamäki, född 4 november 2001 i Karlskoga, är en svensk skådespelare, röstskådespelare och regissör.

## Biografi
Tarakkamäki började med teater redan som barn och studerade senare estetiska programmet med teaterinriktning på Karolinska gymnasiet i Örebro. Han har varit aktiv i Teaterföreningen Lyset i Karlskoga sedan ung ålder och har medverkat i en rad uppsättningar, däribland som Alexander i Fanny och Alexander, Arga Gubben i Loranga, Masarin och Dartanjang, samt som Kaninen i Alice i Underlandet. Han är också en återkommande profil i Karlskogarevyn Görsköj, där han medverkar både som skådespelare och regissör.
Inom film och tv har han medverkat i reklamproduktioner, kortfilmer samt i TV-serien Ondskan (2023) i rollen som Johan S. Han är även verksam som röstskådespelare och ljudboksinläsare, och dubbar flitigt på KM Studio.
Som konferencier har Tarakkamäki lett en rad evenemang, däribland Karlskogafesten, Vegas Delux, Rising Stars, invigningar och scenshower – ofta med en lekfull stil präglad av humor.
För sitt arbete har han belönats med flera priser och stipendier, däribland Teaterföreningen Lysets Lysmasken och Region Örebro Läns Lilla kulturpriset 2021. Han har även mottagit stipendier för sitt regiarbete och engagemang inom scenkonsten, bland annat från Bifrostordens Kulturfond och ATSÖ.
Tarakkamäki rör sig vant mellan dramatik och humor, men är särskilt uppskattad för sin träffsäkra tajming, fysiska komik och sina färgstarka, uppskruvade karaktärer – med en spelstil som ibland för tankarna till klassiska komiker som Gösta Ekman och Brasse Brännström.
Hösten 2025 är han aktuell som musikalartist i Annie på Nora Teater, följt av regi och medverkan som revyartist i Karlskogarevyn Görsköjs 30-årsjubileum i januari 2026.

## Teater (urval)
| År   | Produktion                        | Roll                 | Upphovsmän                    | Teater                 |
| ---- | --------------------------------- | -------------------- | ----------------------------- | ---------------------- |
| 2016 | Fanny och Alexander               | Alexander Ekdahl     | Ingmar Bergman                | Teaterföreningen Lyset |
| 2017 | Kom igen Charlie! (The Foreigner) | Ellard Simms         | Larry Shue                    | Teaterföreningen Lyset |
| 2018 | Markurells i Wadköping            | Johan Markurell      | Hjalmar Bergman               | Teater Nolby           |
| 2019 | Loranga, Masarin och Dartanjang   | Arga Gubben          | Barbro Lindgren               | Teaterföreningen Lyset |
| 2019 | Oj då! ... en till?!              | Clifton Weaver       | Ray Cooney                    | Teaterföreningen Lyset |
| 2020 | På rätt spår                      | Revyartist           | Karlskogarevyn Görsköj        | Karlskogarevyn Görsköj |
| 2020 | Far och flyg med Alfons Åberg     | Alfons Åberg         | Gunilla Bergström             | Comedy Art Theatre     |
| 2021 | Djungelboken                      | Tabaqui              | Rudyard Kippling              | Teaterföreningen Lyset |
| 2022 | Peter Pan                         | Peter Pan            | J.M. Barrie                   | Teaterföreningen Lyset |
| 2023 | Alice i Underlandet               | Kaninen              | Lewis Carroll                 | Teaterföreningen Lyset |
| 2024 | Bilbo (Sverigepremiär)            | Gollum, Bard, mfl.   | J.R.R. Tolkien                | ATSÖ                   |
| 2025 | The Sound of Music                | Maximilian Detweiler | Howard Lindsay, Russel Crouse | Teaterföreningen Lyset |

## Filmografi (urval)
| År   | Titel                        | Roll              |
| ---- | ---------------------------- | ----------------- |
| 2012 | Din barndom ska aldrig dö    | Statist           |
| 2014 | Kärlek & vilja               | Statist           |
| 2017 | För säkerhets skull          | Johan             |
| 2018 | Skuldkollen - Kronofogden    | Adam              |
| 2023 | Ondskan                      | Johan S           |
| 2025 | The Pioneers of Implantology | Tomas Albrektsson |

## Utmärkelser
- 2017 - Bifrost Stipendium
- 2021 - Lilla Kulturpriset
- 2021 - Lysmasken[4]
- 2025 - Årets Teater-Charlie[5]